# AS Trenčín
Asociácia športov Trenčín a.s. w skrócie AS Trenčín – słowacki klub piłkarski z siedzibą w Trenczynie, występujący od 1997 w Niké lidze.

## Historia
Powstał w 1992 jako TJ Ozeta Dukla Trenčín. Klub kilkakrotnie zmieniał nazwę. W 1995 na FK Ozeta Dukla Trenčín, w 2003 na Laugaricio Trenčín, a w 2005 na FK AS Trenčin

## Kibice
Klub ma dość duże poparcie w kraju i aktywną grupę ultrasów. Zaciekle rywalizują ze Spartakiem Trnawa i Slovan Bratysława. Klub jest jednym z nielicznych na Słowacji mającym fanów identyfikujących się z lewicą oraz ruchem antyfaszystowskim. Kibice AS Trenčín utrzymują przyjazne stosunki z niektórymi fanami czeskich Bohemians 1905.

## Sukcesy

### Domowe
Czechosłowacja
- I liga (1925–93)
  - wicemistrzostwo (1): 1962/1963 1
  - 3. miejsce (1): 1967/1968 1

Słowacja
- I liga (1993–)
  - mistrzostwo (2): 2014/2015, 2015/2016
  - wicemistrzostwo (1): 2013/2014
- Puchar Słowacji (1961–)
  - zwycięstwo (3): 1977/19781, 2014/2015, 2015/2016
- II liga (1993–)
  - mistrzostwo (1): 2010/2011
  - wicemistrzostwo (3): 1996/1997, 2008/2009, 2009/2010

### Międzynarodowe
- Puchar Mitropa
  - finał (1): 19661

1 jako Jednota Trenčín

## Obecny skład
Stan na 20 sierpnia 2023.
| Nr | Poz. | Piłkarz             |
| -- | ---- | ------------------- |
| 2  | OB   | Samuel Bagín        |
| 3  | OB   | Roman Šebeň         |
| 4  | OB   | Samuel Kozlovský    |
| 7  | NA   | Eynel Soares        |
| 8  | PO   | Artur Gajdoš        |
| 9  | NA   | Chinonso Emeka      |
| 10 | NA   | Dabney dos Santos   |
| 11 | PO   | Matúš Kmeť          |
| 13 | OB   | Strahinja Kerkez    |
| 14 | OB   | Taras Bondarenko    |
| 15 | OB   | Lazar Stojsavljević |
| 17 | NA   | Lucas Demitra       |
| 18 | NA   | Jude Sunday         |
| 19 | OB   | Kelvin Pires        |

| Nr | Poz. | Piłkarz          |
| -- | ---- | ---------------- |
| 20 | PO   | Rahim Ibrahim    |
| 22 | PO   | Hilary Gong      |
| 23 | PO   | Dominik Hollý    |
| 25 | OB   | Lukáš Skovajsa   |
| 27 | NA   | Jakub Murko      |
| 28 | PO   | Damián Bariš     |
| 29 | NA   | Njegoš Kupusović |
| 30 | BR   | Matúš Sláviček   |
| 32 | OB   | Šimon Mičuda     |
| 77 | PO   | Adam Gaži        |
| 86 | BR   | Vozinha          |
| 93 | NA   | Jesse Akila      |
| 99 | BR   | Michal Kukučka   |

## Europejskie puchary
Legenda do wszystkich tabel:
- Q – runda eliminacyjna, 1/16, 1/8, 1/4, 1/2 – odpowiednia faza rozgrywek, Grupa – runda grupowa, 1r gr – pierwsza runda grupowa, 2r gr – druga runda grupowa, F – finał, R – runda, PO – play-off
- k. – rzuty karne, los. – losowanie, Dogr. – dogrywka, w. – zasada bramek strzelonych na wyjeździe

| Sezon   | Rozgrywki        | Runda | Przeciwnik          | Dom | Wyjazd | Ogólnie |
| ------- | ---------------- | ----- | ------------------- | --- | ------ | ------- |
| 1998    | Puchar Intertoto | 1R    | FK Dinaburg         | 1–1 | 4–1    | 5–1     |
| 1998    | Puchar Intertoto | 2R    | Bałtika Kaliningrad | 0–1 | 0–0    | 0–1     |
| 1999    | Puchar Intertoto | 1R    | Pobeda Prilep       | 3–1 | 1–3    | 4–4, w. |
| 2000    | Puchar Intertoto | 1R    | FK Dinaburg         | 0–3 | 0–1    | 0–4     |
| 2002    | Puchar Intertoto | 1R    | Slaven Belupo       | 3–1 | 0–5    | 3–6     |
| 2013/14 | Liga Europy      | 2Q    | IFK Göteborg        | 2–1 | 0–0    | 2–1     |
| 2013/14 | Liga Europy      | 3Q    | Astra Giurgiu       | 1–3 | 2–2    | 3–5     |
| 2014/15 | Liga Europy      | 2Q    | Vojvodina           | 4–0 | 0–3    | 4–3     |
| 2014/15 | Liga Europy      | 3Q    | Hull City           | 0–0 | 1–2    | 1–2     |
| 2015/16 | Liga Mistrzów    | 2Q    | Steaua Bukareszt    | 0–2 | 3–2    | 3–4     |
| 2016/17 | Liga Mistrzów    | 2Q    | NK Olimpija         | 2–3 | 4–3    | 6–6, w. |
| 2016/17 | Liga Mistrzów    | 3Q    | Legia Warszawa      | 0–1 | 0–0    | 0–1     |
| 2016/17 | Liga Europy      | PO    | Rapid Wiedeń        | 0–4 | 2-0    | 2–4     |
| 2017/18 | Liga Europy      | 1Q    | Torpedo Kutaisi     | 5–1 | 3–0    | 8–1     |
| 2017/18 | Liga Europy      | 2Q    | Bene Jehuda         | 1–1 | 0–2    | 1–3     |
| 2018/19 | Liga Europy      | 1Q    | Budućnost Podgorica | 1–1 | 2–0    | 3–1     |
| 2018/19 | Liga Europy      | 2Q    | Górnik Zabrze       | 4–1 | 1–0    | 5–1     |
| 2018/19 | Liga Europy      | 3Q    | Feyenoord           | 4–0 | 1–1    | 5–1     |
| 2018/19 | Liga Europy      | PO    | AEK Larnaka         | 1–1 | 0–3    | 1–4     |